# Simyra albissima
Simyra albissima är en fjärilsart som beskrevs av Felix Bryk 1941. Simyra albissima ingår i släktet Simyra och familjen nattflyn. Inga underarter finns listade i Catalogue of Life.